# 鳜鱼
鳜是鳜科鳜属下的一種鱼类，俗称鳜鱼、花鲫鱼、桂鱼、桂花魚、季花鱼等。

## 分布
本魚分布於以海南岛南渡江为最南限的中国淡水水域，大部分为海拔300米以下的平原区河、湖。

## 特徵
本魚是中国特产的一种食用淡水鱼，体侧上部呈青黄色或橄褐色，有许多不规则暗棕色或黑色斑点和斑块，腹部灰白，背部隆起，口较大，下颌突出，前鰓蓋骨後緣有鋸齒狀突出，下緣有4至5個大鋸齒，背鳍一个，硬棘12枚，軟條13至15枚，鱼鳞细小、呈圆形。體長可達70公分。

## 生態
本魚性凶猛，屬肉食性，以其他魚類為食。一般生活在水草茂盛的静水或缓流中，冬季往往游到深水越冬。
唐朝人张志和有《渔歌子》云：“西塞山前白鹭飞，桃花流水鳜鱼肥。”
桂花魚盛產於中國中山和順德。

## 經濟利用
鳜鱼肉质鲜美，中国不少地方有以鳜鱼制成的菜式，清蒸方式较为普遍，也有较特别的作法，如苏州的松鼠鱖魚、徽州的臭鱖魚等。
也有作觀賞魚飼養。

## 延伸阅读
[在维基数据编辑]
 《欽定古今圖書集成·博物彙編·禽蟲典·鱖魚部》，出自陈梦雷《古今圖書集成》